# 吉田孝行
吉田 孝行（よしだ たかゆき、1977年3月14日 - ）は、兵庫県川西市出身の元プロサッカー選手、サッカー指導者。現役時代のポジションはフォワード、ミッドフィールダー。現在はJリーグ・ヴィッセル神戸の監督を務める。

## 来歴

### 現役時代
滝川第二高等学校時代には日本で開催された1993 FIFA U-17世界選手権に中田英寿、宮本恒靖、松田直樹と共に出場。高校卒業後、横浜フリューゲルスに入団。当時の横浜F監督であったアントニオ・カルロス・シルバやオタシリオが積極的に若手を起用していたこともあり、1年目から試合出場のチャンスを得る。横浜F時代は95試合に出場し、21得点を挙げた。
1998年に横浜マリノスとの合併によるチーム消滅に伴い、横浜F・マリノスに移籍。なお、横浜F最後の試合となった1999年元日の天皇杯決勝で試合を決める得点を挙げている。横浜FMでは出番に恵まれず、2000年途中に大分トリニータに移籍。J1昇格に貢献し、2005年にはキャプテンに就任した。
大分で中心選手として活躍していたが、古巣の横浜FMからオファーを受け2006年に完全移籍で6年ぶりに復帰。開幕戦では前年まで右サイドのレギュラーだった田中隼磨からスタメンの座を奪った。4月29日の広島戦では、復帰後初ゴールとなる決勝ゴールを後半ロスタイムに決めて勝利に貢献した。その後、田中の復調でベンチスタートに定着したが、運動量と攻撃力を生かし、逆に後半守備を固めるためのスーパーサブとしてチームに貢献した。
2007年は、当初は出場機会は少なかったものの、4-3-3から4-1-3-2へのシステム変更に際し、山瀬幸宏と共にスタメンに定着した。
しかし、若返りを図るチームの方針を受け2007年シーズン最終戦が行なわれた12月1日にチームから正式に戦力外通告を受け退団。12月26日に地元であるヴィッセル神戸への加入が発表された。神戸では当初ほとんど途中出場だったが27節以降は先発として出場し活躍。2009年はシャドーストライカーとしてプレーする機会が多く、8月には3得点を挙げた。2010年はシーズン途中は起用されない時期もあったが、シーズン終盤には欠かせない存在になるまでに復活し、最終節は2得点を挙げ、J1残留に貢献した。
2011年からキャプテンを務め、J1では自己最多9得点を挙げた。生年月日が全く同じであり、親交も深かった松田の死去後初の試合であった第20節の浦和戦では2ゴールを挙げ、喪章を掲げ松田の背番号3を示すポーズを取った。現役最後の試合では、得点を決めた直後に松田の現役時代のトレードマークであった背番号3の入ったヘアバンドを取出し、ゴールを喜んだ。
2013年10月24日にクラブのホームページにて今季限りでの現役引退を発表した。11月24日、ホーム最終戦のロアッソ熊本戦では現役最後となる3点目を決めた。シーズン後、ヴィッセル神戸アンバサダーに就任した。2014年末、Jリーグ功労選手賞を受賞。

### 引退後
2015年、神戸のコーチに就任。2016年、ヘッドコーチに昇格。

#### ヴィッセル神戸監督（第1次）
2017年8月16日、ネルシーニョの監督解任に伴い監督に就任。当初は暫定的指揮の予定であったが、翌年も引き続き監督を務めることとなった。クラブとしてACL出場圏獲得を目標に掲げた2018年は夏に前FCバルセロナのアンドレス・イニエスタが加入し、一時リーグ戦4位まで浮上を果たしたが、その後は3連敗を喫し第26節終了時点で10勝6分10敗、ACL出場圏内の3位・FC東京と勝ち点6差となっていた。9月17日、コーチングスタッフの配置転換により監督から退き強化部へ異動。一部メディアからは事実上の解任であると報じられた。

#### ヴィッセル神戸監督（第2次）
2019年4月、家庭の事情で退任したフアン・マヌエル・リージョの後任として暫定的にヴィッセル神戸の監督に復帰。トルステン・フィンクの監督就任に伴い同年6月に退任しクラブを離れた。

#### V・ファーレン長崎コーチ・監督
2020年よりV・ファーレン長崎のコーチに就任。2020年12月21日、2021シーズンの監督に就任。同年5月に監督を退任（事実上の解任）、同トップチームのアシスタントコーチへ配置転換される。同年12月、契約満了によりチームを離れた。

#### ヴィッセル神戸監督（第3次）
2022年1月16日、ヴィッセル神戸の強化部スタッフとして再び神戸に加入。
2022年6月29日、契約解除されたミゲル・アンヘル・ロティーナの後任として、2019年以来3度目となるヴィッセル神戸の監督に就任。就任したJ1第18節終了時点で2勝5分11敗とJ1残留圏内とも勝ち点8差つくなどダントツの最下位に沈んでいたチームを立て直し、シーズン終盤にはリーグ5連勝を記録するなど怒涛の追い上げで勝ち点を積み上げ、リーグ2試合を残してJ1残留を決めた。
2023年もヴィッセル神戸を指揮。オフに目立った補強がなかったことで下馬評は高くなかったが、「競争と共存」をテーマにかかげ、イニエスタでさえも特別扱いしない徹底した選手起用を貫き、大迫勇也のポストプレーと、強度の高いハイプレスからのショートカウンターを軸とした攻守にバランスの取れたサッカーで序盤から首位を走るなど手腕を発揮し、クラブを初のJ1リーグ優勝に導いた。シーズン終了後には自身初となるJ1優勝監督賞を受賞した。
2024年も続投し、序盤から上位につけ、スタメン組とベンチ組との差が課題とも指摘されていたが、ターンオーバーなどをうまくこなし、その課題を克服。その結果リーグ戦だけでなく、カップ戦でも勝ち進み、天皇杯において神戸に2度目となる優勝をもたらした。その勢いのまま、最終節までもつれたリーグ戦も制し、国内2冠、J1連覇という偉業を成し遂げた。

## 所属クラブ
- 上牧町立上牧小学校 (上牧スポーツ少年団)
- 上牧町立上牧中学校
- 1990年 - 1991年 川西市立東谷中学校
- 1992年 - 1994年 滝川第二高等学校
- 1995年 - 1998年 横浜フリューゲルス
- 1999年 - 2000年7月 横浜F・マリノス
- 2000年7月 - 2005年 大分トリニータ
- 2006年 - 2007年 横浜F・マリノス
- 2008年 - 2013年 ヴィッセル神戸

## 個人成績
| 国内大会個人成績 | 国内大会個人成績 | 国内大会個人成績 | 国内大会個人成績 | 国内大会個人成績 | 国内大会個人成績 | 国内大会個人成績 | 国内大会個人成績 | 国内大会個人成績 | 国内大会個人成績 | 国内大会個人成績 | 国内大会個人成績 |
| 年度             | クラブ           | 背番号           | リーグ           | リーグ戦         | リーグ戦         | リーグ杯         | リーグ杯         | オープン杯       | オープン杯       | 期間通算         | 期間通算         |
| 年度             | クラブ           | 背番号           | リーグ           | 出場             | 得点             | 出場             | 得点             | 出場             | 得点             | 出場             | 得点             |
| 日本             | 日本             | 日本             | 日本             | リーグ戦         | リーグ戦         | リーグ杯         | リーグ杯         | 天皇杯           | 天皇杯           | 期間通算         | 期間通算         |
| ---------------- | ---------------- | ---------------- | ---------------- | ---------------- | ---------------- | ---------------- | ---------------- | ---------------- | ---------------- | ---------------- | ---------------- |
| 1995             | 横浜F            | -                | J                | 28               | 3                | -                | -                | 2                | 0                | 30               | 3                |
| 1996             | 横浜F            | -                | J                | 2                | 1                | 2                | 0                | 1                | 0                | 5                | 1                |
| 1997             | 横浜F            | 15               | J                | 21               | 0                | 5                | 0                | 4                | 3                | 30               | 3                |
| 1998             | 横浜F            | 9                | J                | 20               | 5                | 1                | 1                | 5                | 7                | 26               | 13               |
| 1999             | 横浜FM           | 19               | J1               | 14               | 1                | 6                | 2                | 0                | 0                | 20               | 3                |
| 2000             | 横浜FM           | 11               | J1               | 7                | 1                | 2                | 0                | -                | -                | 9                | 1                |
| 2000             | 大分             | 31               | J2               | 20               | 6                | -                | -                | 3                | 3                | 23               | 9                |
| 2001             | 大分             | 11               | J2               | 41               | 15               | 2                | 1                | 3                | 2                | 46               | 18               |
| 2002             | 大分             | 9                | J2               | 41               | 9                | -                | -                | 4                | 1                | 45               | 10               |
| 2003             | 大分             | 9                | J1               | 29               | 7                | 2                | 1                | 1                | 0                | 32               | 8                |
| 2004             | 大分             | 9                | J1               | 30               | 5                | 6                | 1                | 2                | 0                | 38               | 6                |
| 2005             | 大分             | 9                | J1               | 28               | 2                | 3                | 0                | 2                | 0                | 33               | 2                |
| 2006             | 横浜FM           | 17               | J1               | 27               | 1                | 10               | 0                | 3                | 0                | 40               | 1                |
| 2007             | 横浜FM           | 17               | J1               | 22               | 3                | 7                | 0                | 1                | 0                | 30               | 3                |
| 2008             | 神戸             | 17               | J1               | 30               | 5                | 6                | 1                | 2                | 1                | 38               | 7                |
| 2009             | 神戸             | 17               | J1               | 29               | 5                | 5                | 0                | 2                | 0                | 36               | 5                |
| 2010             | 神戸             | 17               | J1               | 21               | 4                | 4                | 2                | 2                | 1                | 27               | 7                |
| 2011             | 神戸             | 17               | J1               | 29               | 9                | 1                | 1                | 1                | 0                | 31               | 10               |
| 2012             | 神戸             | 17               | J1               | 19               | 1                | 2                | 0                | 0                | 0                | 21               | 1                |
| 2013             | 神戸             | 17               | J2               | 12               | 3                | -                | -                | 1                | 2                | 13               | 5                |
| 通算             | 日本             | 日本             | J1               | 356              | 53               | 62               | 8                | 28               | 12               | 448              | 74               |
| 通算             | 日本             | 日本             | J2               | 114              | 33               | 2                | 1                | 11               | 8                | 126              | 42               |
| 総通算           | 総通算           | 総通算           | 総通算           | 470              | 86               | 64               | 9                | 39               | 20               | 575              | 116              |

- Jリーグ初出場 - 1995年4月8日、清水エスパルス戦
- Jリーグ初得点 - 1995年4月29日、名古屋グランパスエイト戦

## 指導歴
- 2015年 - 2019年6月 ヴィッセル神戸
  - 2015年 コーチ
  - 2016年 - 2017年8月 ヘッドコーチ
  - 2017年8月 - 2018年9月 監督
  - 2019年4月 - 2019年6月 監督
- 2020年 - 2021年 V・ファーレン長崎
  - 2020年 コーチ
  - 2021年 - 同年5月 監督
  - 2021年5月 - 2021年12月 アシスタントコーチ
- 2022年 - ヴィッセル神戸
  - 2022年1月 - 同年6月 強化部スタッフ
  - 2022年6月 - 監督

## 監督成績
| 年度   | クラブ | 所属   | リーグ戦 | リーグ戦 | リーグ戦 | リーグ戦 | リーグ戦 | リーグ戦 | カップ戦   | カップ戦 | 海外大会 |
| 年度   | クラブ | 所属   | 順位     | 勝点     | 試合     | 勝       | 分       | 敗       | ルヴァン杯 | 天皇杯   | ACL      |
| ------ | ------ | ------ | -------- | -------- | -------- | -------- | -------- | -------- | ---------- | -------- | -------- |
| 2017   | 神戸   | J1     | 9位      | 15       | 12       | 4        | 3        | 5        | ベスト8    | ベスト4  | -        |
| 2018   | 神戸   | J1     | 8位      | 36       | 26       | 10       | 6        | 10       | PO敗退     | 4回戦    | -        |
| 2019   | 神戸   | J1     | 13位     | 4        | 7        | 1        | 1        | 5        | GS敗退     | -        | -        |
| 2021   | 長崎   | J2     | 11位     | 14       | 11       | 4        | 2        | 5        | -          | -        | -        |
| 2022   | 神戸   | J1     | 13位     | 32       | 16       | 9        | 2        | 5        | -          | ベスト8  | ベスト8  |
| 2023   | 神戸   | J1     | 優勝     | 71       | 34       | 21       | 8        | 5        | GS敗退     | ベスト8  | -        |
| 2024   | 神戸   | J1     | 優勝     | 72       | 38       | 21       | 9        | 8        | 3回戦敗退  | 優勝     |          |
| J1通算 | J1通算 | J1通算 | -        | -        | 116      | 66       | 29       | 38       | -          | -        | -        |
| J2通算 | J2通算 | J2通算 | -        | -        | 11       | 4        | 2        | 5        | -          | -        | -        |

- 2017年 - 2022年は指揮期間内（2017年：J1第23節 -シーズン終了、2018年：シーズン開始 - J1第26節、2019年：J1第8節 - J1第14節、2021年：シーズン開始 - J2第11節、2022年：J1第19節 -）の成績

## タイトル

### 選手時代

#### クラブ
横浜フリューゲルス
- 天皇杯 JFA 全日本サッカー選手権大会：1回（1998年）

大分トリニータ
- J2リーグ：1回（2002年）

#### 個人
- AFCユース選手権1996 得点王（1996年）

### 監督時代

#### クラブ
ヴィッセル神戸
- J1リーグ：2回（2023年、2024年）
- 天皇杯 JFA 全日本サッカー選手権大会：1回（2024年）

#### 個人
ヴィッセル神戸
- J1リーグ 優勝監督賞：2回（2023年、2024年）
- J1リーグ 月間優秀監督賞：2回（2023年2・3月度、11・12月度）

## 脚註
1. ↑  J1：第20節 浦和 vs 神戸 J`sGoal 2011年8月6日
2. ↑  ２０１３ Ｊリーグ ディビジョン２　第42節 ヴィッセル神戸vsロアッソ熊本 ヴィッセル神戸公式サイト
3. ↑  吉田孝行氏 ヴィッセル神戸アンバサダー就任のお知らせ ヴィッセル神戸公式サイト
4. ↑  『功労選手賞について』（プレスリリース）日本プロサッカーリーグ、2014年10月22日。オリジナルの2014年10月21日時点におけるアーカイブ。2014年10月23日閲覧。
5. ↑  『吉田孝行アンバサダー トップチームコーチ就任のお知らせ』（プレスリリース）ヴィッセル神戸、2015年1月19日。2015年1月19日閲覧。
6. ↑  吉田孝行ヘッドコーチ 監督就任のお知らせ ヴィッセル神戸 2017年8月16日
7. ↑  2018シーズン トップチーム監督およびコーチングスタッフ新体制決定のお知らせ  ヴィッセル神戸 2018年1月10日
8. ↑  “【神戸】吉田孝行監督の解任を発表！暫定体制は決定も新指揮官は誰に？”.   サッカーダイジェストWeb (2018年9月17日). 2018年9月20日閲覧。
9. ↑  『ヴィッセル神戸トップチーム 体制変更のお知らせ』（プレスリリース）ヴィッセル神戸、2018年9月17日。2018年9月20日閲覧。
10. ↑  “【神戸】吉田監督を解任！イニエスタ加入も成績伸びず、午後の会見で新監督発表へ”. スポーツ報知. (2018年9月17日) 2018年9月20日閲覧。
11. ↑  ““バルセロナ化”道半ば…事実上の解任　Ｊ１神戸・吉田監督”. 神戸新聞. (2018年9月17日) 2018年9月20日閲覧。
12. ↑  『ヴィッセル神戸トップチーム新体制のお知らせ』（プレスリリース）ヴィッセル神戸、2019年4月17日。2019年6月8日閲覧。
13. ↑  『吉田孝行監督退任のお知らせ』（プレスリリース）ヴィッセル神戸、2019年6月8日。2019年6月8日閲覧。
14. ↑  『吉田 孝行氏　トップチームコーチ就任のお知らせ』（プレスリリース）V・ファーレン長崎、2019年12月27日。2020年5月5日閲覧。
15. ↑  『吉田 孝行新監督就任のお知らせ』（プレスリリース）V・ファーレン長崎、2020年12月21日。2020年12月21日閲覧。
16. ↑  『トップチームコーチ就任、強化部スタッフ加入のお知らせ』（プレスリリース）ヴィッセル神戸、2022年1月16日。2022年1月16日閲覧。
17. ↑  『ヴィッセル神戸トップチーム体制変更のお知らせ』（プレスリリース）ヴィッセル神戸、2022年6月29日。2022年6月29日閲覧。